# Internationale gemeenschap
De term internationale gemeenschap kan verwijzen naar:
- Alle landen die zich hebben aangesloten bij de Verenigde Naties.
- De volkeren van alle landen over de gehele wereld.
- De betekenissen die spelers (zoals staten en internationale organisaties) binnen het internationale systeem hechten aan normatieve zaken als waarden, principes, percepties en een al dan niet gezamenlijke geschiedenis. Deze betekenissen zijn onderwerp van onderzoek in de leer der internationale betrekkingen, een onderdeel van de wetenschap van de politicologie. Met name sociaal-constructivistische auteurs als John Ruggie en Martha Finnemore houden zich met de theoretische achtergrond van dit onderwerp bezig.

De betrekkingen tussen leden van de internationale gemeenschap worden geregeld via het internationaal recht; het gaat hier vooral om gewoonterecht en internationale verdragen. Er zijn echter amper instanties die het naleven van internationaal recht kunnen afdwingen: staten, en zeker de machtigen onder hen, worden in hun handelen eerst en vooral beperkt door de macht van andere staten en wellicht binnenlandse factoren. Dit maakt de term 'internationale gemeenschap' tot een omstreden term.
De term kan ook als propaganda gebruikt worden. Zo beschrijven supermachten (nu vooral de Verenigde Staten) de organisaties waarin zij een dominante rol spelen (OESO, NAVO) als onderdeel van de internationale gemeenschap, terwijl deze organisaties slechts een klein deel van de wereldbevolking vertegenwoordigen.